# Вода с двойной меткой
Вода с двойной меткой — вода, в которой и водород и кислород частично или полностью заменены (то есть помечены) редким изотопом этих элементов в целях отслеживания.
По практическим соображениям (исходя из стоимости) и по соображениям безопасности воду с двойной меткой метят тяжёлыми, но нерадиоактивными изотопами, такими как: дейтерий (2H) и кислород-18 (18O) .
Вода с двойной меткой может быть использована для измерения средней суточной скорости метаболизма организма. Это делается путем введения в организм дозы воды с двойной меткой, а затем измерения скорости выведения дейтерия (2H) и кислорода-18 (18O) у субъекта с течением времени. Регулярно отбираются пробы и анализируется концентрация тяжёлых изотопов в воде организма (берутся пробы слюны, мочи или крови). Требуется как минимум два образца: первоначальный образец (после того, как изотопы достигли равновесия в организме) и второй образец через некоторое время. Интервал между взятием образцов зависит от размера организма. У мелких животных этот период может составлять всего 24 часа; у более крупных организмов (например, взрослых людей) он может длиться до 14 дней.
Метод был изобретён в 1950-х годах Натаном Лифсоном и его коллегами из Университета Миннесоты. Из-за высокой стоимости кислорода-18, до 1980-х годов его могли вводить только мелким животным. Достижения в области масс-спектрометрии в 1970-х и начале 1980-х сделало возможным использование малого количества кислорода-18, что сделало возможным применение метода к более крупным животным и людям. Первое применение метода на людях было осуществлено в 1982 году Дейлом Шоллером, спустя более 25 лет после первоначального открытия. Полное описание этой методики представлено в книге британского биолога Джона Спикмена.

## Механизм теста
Метод позволяет измерить выработку углекислого газа в организме в интервале между первым и последним взятием проб воды. При клеточном дыхании расщепляются углеродсодержащие молекулы (для высвобождения энергии), в качестве побочного продукта выделяется углекислый газ. Атомы кислорода в CO2 находятся в равновесии с изотопами кислорода в воде организма. Кислород в воде, помеченной кислородом-18 (18O), попадёт в углегислый газ (CO2) образующийся при дыхании. Кроме того, по мере того, как CO2 перемещается из места дыхания через цитоплазму клетки, через интерстициальную жидкость в кровоток, а затем в легкие, часть его обратимо превращается в бикарбонат. Таким образом, после употребления воды, меченой кислородом-18 (18O), 18O уравновешивается бикарбонатом и растворённым в организме углекислым газом (благодаря действию фермента карбоангидразы). При выдыхании углекислого газа из организма выводится 18O . Это было обнаружено Лифсоном в 1949 году. Однако 18O также теряется в результате потери воды организмом (например, с мочой и испарением жидкостей). Однако дейтерий (вторая метка в дважды меченой воде) теряется только при потере воды организмом. Таким образом, потеря дейтерия в воде организма с течением времени может быть использована для математической компенсации потери 18O через потерю воды. Остаются только чистые потери 18O в виде углекислого газа. Измеренное количества потерянного углекислого газа коррелирует с общим объёмом вырабатонного углекислого газа (см. дыхательный коэффициент). Этот коэффициент можно измерить и другими способами, и он почти всегда имеет значение от 0,7 до 1,0, а для смешанного рациона обычно составляет около 0,8.
Алгоритм метода:
- Метаболизм можно рассчитать по соотношению поступления кислорода и выделения CO2 .
- Вода с двойной меткой содержит прослеживаемый водород (дейтерий) и прослеживаемый кислород (18 O).
- 18O выводится из организма двумя путями: (i) с выдыхаемым CO2 и (ii) с потерей воды (в основном) с мочой, потом и дыханием.
- Но дейтерий уходит только вторым путем (потеря воды).

## Приготовление
Поскольку изотопы будут растворены в воде организма, нет необходимости вводить их в состоянии высокой изотопной чистоты, нет необходимости использовать воду, в которой все или даже большинство атомов являются тяжелыми атомами, или даже начинать с воды, которая дважды мечена.
На практике дозы дважды меченой воды готовятся простым смешиванием тяжёлой воды (от 90 до 99 %) с водой, отдельно обогащенной кислородом-18 (18O), но в остальном содержащую нормальный водород. Обогащение кислородом-18 доводят не до высокого уровня, поскольку это было бы дорого и ненужно для данного применения. Образец смешанной воды содержит оба типа тяжелых атомов, в гораздо большей степени, чем обычная вода. Свободный обмен ионами в жидкой воде гарантирует, что запасы кислорода и водорода в любом образце воды (включая запас воды в организме) будут по отдельности уравновешены в течение короткого времени с любой дозой добавленного тяжелого изотопа(ов).

## Применение
Метод двойной маркировки воды полезен для измерения средней скорости метаболизма (скорости полевого метаболизма) у субъектов, для которых другие типы прямых или косвенных измерений скорости метаболизма были бы затруднительны или невозможны. Например, этот метод позволяет измерять метаболизм животных в дикой природе, при этом технические проблемы в основном связаны со способом ввода дозы изотопа, а также сбора несколько образцов воды организма в более позднее время.
Большинство исследований на животных включают в себя отлов животных, введение им инъекций и последующее удержание их в течение различного периода времени до взятия первого образца крови. Этот период зависит от размера животного и варьируется от 30 минут для очень мелких животных до 6 часов для гораздо более крупных животных. Как у животных, так и у людей тест становится более точным, если для организма, питающегося стандартной пищей во время измерения, было проведено однократное определение дыхательного коэффициента.
Поскольку тяжелые изотопы водорода и кислорода в воде с двойной меткой нерадиоактивны и нетоксичны в используемых дозах (см. тяжёлая вода), измерение средней скорости метаболизма при помощи воды с двойной меткой использовалось на добровольцах, на младенцах и беременных женщинах, а также более чем на 200 видах диких животных (в основном птицах, млекопитающих и некоторых рептилиях). В статье 2021 года обобщены результаты более 6400 измерений с использованием этой методики у людей в возрасте от 8 дней до 96 лет.
2H218O также может использоваться в случаях, когда требуется необычно тёплый лёд и необычно плотная вода, так как 2H218O плавится при температуре 4,00~4,04 °C , а максимальная плотность жидкости составляет 1,21684~1,21699 г/см 3 при температуре 11,43~11,49 °C.